# テレビデオ

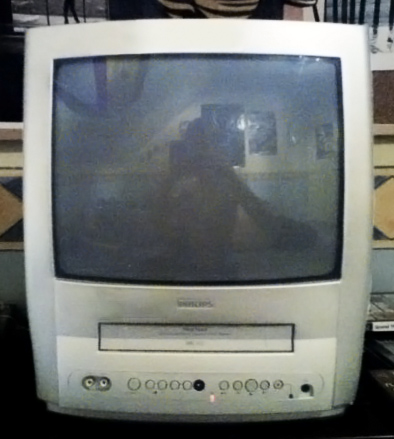
テレビデオ

テレビデオは、テレビ（テレビジョン）とビデオ（ビデオテープレコーダ）の混成語（かばん語）で、「ビデオ内蔵型テレビ受像機」のことである。広義にはテレビとビデオの両者の機能を備えた製品は全てテレビデオと言えるが、実際にはブラウン管方式のテレビとVHS方式のビデオを組み合わせた製品が、この名称で呼ばれる事が多い。
なお英語では"Combo television unit"であるが、これはDVD（若しくはBD）内蔵テレビやテレビパソコンも含めての総称である。ただし日本と同じく"televideo"とも呼ばれることがある。（ENWPも参照）

## 沿革

### 登場
1975年にソニーが日本で初めてUマチック一体型を開発・発売した。そして1978年暮れに日立製作所がVHSビデオ一体型を、その後1980年代前半頃にシャープ、および松下電器産業（現・パナソニック）もこれに追従していった。
しかしながら、この方向性は普及しなかった。理由としては当時の事情が挙げられる。
- 発売当初は単体のビデオデッキはマニア向きの高価な製品であり、テレビですら一家に一台のことも多く、テレビデオとなれば、おのおのを単独で購入するより高価であり、ぜいたく品扱いされた[注釈 1]。
- 設置の簡便性というメリットについても、当時はテレビやビデオデッキは購入した電器店が家庭を訪問して設置を行う製品であったため、意味が薄かった[注釈 2]。
- テレビの大画面化、ビデオデッキの高性能化・低価格化が徐々に進行している最中であり、この時期に一体型をあえて選択するメリットも低かった。
- ビデオデッキの故障の頻度が高く、ビデオデッキ部分の故障により修理に出している最中にはテレビが視聴できなくなるのも、大きなデメリットであった。

そうしたこともあり1990年代初頭まで、まれに単発で発売される程度で、定番商品としてラインナップするメーカーは存在しなかった。強いてあげるなら、1988年にソニーから発売されたビデオウォークマンの系譜が、定番商品としてラインナップされた初のテレビデオということになるが、いわゆる家庭に設置して視聴するテレビデオとは性格が異なるものである。

### ブーム
1990年に松下電器産業が14型（2系統チューナー内蔵型で20万円台）の機種「テレビデオ 2-SHOT」の発売を発端として、爆発的に普及することとなった。まだまだテレビとビデオを単独で購入することに比べれば高価ではあったものの、テレビとビデオデッキの価格それ自体が下がっていることから、値ごろ感が出てきたのである。以降、他メーカーからもそれより安価なテレビデオを発売し追随していき、テレビデオ普及に貢献した。
この頃にはテレビやビデオデッキも一家で複数所有する時代となっており、2台目のテレビ・ビデオデッキとしての人気が高まった。またこの頃には電器店の店頭で個人がテレビやビデオデッキを購入して持って帰るのが当たり前になり、その際に面倒なテレビとビデオデッキの接続が不要ということがメリットとなった。レンタルビデオの普及も、人気に拍車をかけることとなった。
最盛期にはアイワ、フナイ、オリオン、パナソニックなど複数メーカーが製造販売をしていたが、その中でも特に安価なアイワ製のシェアが高かった。
テレビとビデオの複合商品という性格上、どうしてもテレビやビデオ単体よりは高価になる。そのため当初は多くのメーカーが、HiFi音声対応の高級機のみラインナップした。しかしその後、ノーマル音声の普及機が発売され、特に海外メーカーや非大手メーカーが参入したため、それ以降は普及機が中心となる。その中でもテレビデオのラインナップを多く持ったのが当時のアイワで、ミニコンポと組み合わせて販売を強化していた。アナログテレビ・ビデオが「枯れた技術」になっていったことで、テレビとビデオの複合機の価格も下落した。
一体型のためテレビ受像機とビデオデッキの間の配線が不要で持ち運びなど、物理的な扱いが簡単で堅牢なことから、ビデオ再生機として業務用の用途にも使われるようになった。例えば小型の機器はスーパーマーケットなどでの無人商品説明機として、大型の機器は講習会や教室での教材再生などである。

### 衰退と継承
2000年代中頃から、VHS方式ビデオデッキとブラウン管テレビは徐々に衰退し、DVDや薄型テレビへと世代交代していった。それに伴い、後継として2005年頃からハードディスク・レコーダーやDVDレコーダー・BDレコーダーが内蔵された液晶・プラズマテレビが発売された。
2001年6月、日本ビクター（現・JVCケンウッド）からVCR非内蔵・HDDレコーダー内蔵のワイドブラウン管テレビ「HDDネットワーク AV-32DD2/AV-28DD2」が発売、後の2004年12月10日には東芝から液晶テレビにHDD/DVDレコーダーを内蔵したRD-17V1が発売され、テレビデオにおける世代交代のさきがけとなった。さらに2009年10月30日には三菱電機から液晶テレビにHDD/BDレコーダーを内蔵したLCD-37BHR300/LCD-32BHR300が発売された。
ハードディスク内蔵型はメディアを挿入しなくても録画が可能であるのが、大きなメリットである。中には、BDレコーダーとハードディスク・レコーダーの両方を搭載した製品もある。なお、これらにはテレビデオの呼称は与えられておらず、「録画テレビ」、若しくは「録再テレビ」と呼称している。
講習会や教室での教材再生においては、画面の大きさと、動画・静止画が任意で選べることから、プロジェクターとパソコン等を接続したものが主流になっている。またスーパーマーケットなどでの無人商品説明機としての用途も、液晶モニターが主流になっている。
地上デジタルテレビ放送移行に伴い、各社の地上アナログテレビ放送用テレビデオ生産は終了した（パナソニックは2007年8月を以て従来のアナログチューナー専用モデルの「2-SHOT」の生産を完全終了）。

## 欠点
- テレビまたはビデオ（レコーダー）のどちらかの機能が故障した場合には、修理委託中に他方の機能が使えない。この不便解消から、故障に際し単体機を追加購入する場合も見られた。この件に関しては現在のハードディスク、または光学式ディスクドライブ（BD・DVD）を搭載した録画テレビにも同じ事が言える。ただし現在三菱電機から発売されている録画テレビ「REAL」シリーズは例外的にHDD、または光学式ディスクドライブ（BD・DVD）のいずれかが故障した場合は家電量販店のサービスマンに依頼し、各種ユニットをその場で取り外して修理・交換することが可能で修理期間中の場合でもテレビを視聴することが可能となっている。
- 視聴したい2番組の放映時間が重なった場合において、片方をテレビで見て、片方をビデオに録画する事を「裏録」と言うが、テレビデオの場合はチューナーが1つのみの製品が多く、裏録ができない。そのため国内大手メーカーのテレビデオは、2チューナー内蔵で裏録に対応する事を謳う製品があった。
- 1990年代後半には、日本国内大手メーカーではモノラル音声のみの単体VHSビデオデッキの生産がほぼ終了し、HiFI音声機器のみとなったが、テレビデオにおいてはその時期においてもVCR部はモノラル（Hi-Fi音声を備えない）の場合が多かった。しかしながらVCRがモノラルでありながら、ステレオ音声入力端子やステレオヘッドホン対応ジャックを備えていたテレビデオが多く、購入者側の誤解を招く例があった。メーカー側としてはゲーム機やDVDプレイヤーを接続して利用するのに適しているとカタログなどで謳っていた。
- 1980年代後半のVHSビデオデッキは、特殊再生や3倍モードでの高画質録画再生に対応した4ヘッド方式が登場し、高画質の証として大々的なアピールがなされたが、1990年代後半の単体VHS機においては標準的装備となった。しかし同時期のテレビデオの多くは2ヘッドであり、画質面では単体機に劣っていた。そのため4ヘッド搭載のテレビデオは、あえてそのことをアピールする場合もあった。

## その他
- Hi-Fi（ステレオ）タイプは前面・後面両方に外部入力端子があるが、モノラルタイプの外部入力端子は前面のみとしている機種が多い（後面はアンテナ入力のみ）。
- パナソニックの「2-SHOT」にはFMラジオを内蔵した機種が以前あった。しかしこれら機種のFMアンテナ端子はVHF/UHFアンテナ（混合）入力端子と兼用であり、VHF送信地域ではVHFアンテナでFMを受信できたが、VHFとFMの送信所方向が異なる地域やUHF専用の地域ではFM専用外部アンテナとFMアンテナ混合器を別に用意する必要があるなどデメリットのほうが目立ったため、「TH-21DR1（DVDレコーダー一体型）」を最後にFMラジオを内蔵した機種の生産は打ち切られていたが、2009年4月28日にVIERAワンセグ「SV-ME850」でFMチューナー内蔵機種が約2年半ぶりに復活した（AMチューナーも追加）。